# Nolina brittoniana
Nolina brittoniana ist eine Pflanzenart der Gattung Nolina in der Familie der Spargelgewächse (Asparagaceae). Ein englischer Trivialname ist „Britton’s Beargrass“. Das Epitheton der Art ehrt den US-amerikanischen Botaniker Nathaniel Lord Britton.

## Beschreibung
Nolina brittoniana wächst stammlos, ist rhizomatös und bildet Horste von 0,8 bis 1,5 m Durchmesser. Die variablen, grasähnlichen, grünen bis gelben Laubblätter sind 60 bis 120 cm lang und 6 bis 14 mm breit. Die Blattränder sind gezahnt. Der Blütenstand wird 0,5 bis 1,5 m hoch mit mehreren Verzweigungen.
Die weißen bis cremefarbenen Blüten sind 1,7 bis 2,5 mm lang und breit. Die Blühperiode liegt im April.
Die in der Reife eiförmigen bis runden, holzigen Kapselfrüchte sind 7 bis 10 mm im Durchmesser. Die braunen, kugeligen Samen sind 3 bis 5 mm im Durchmesser. Die Samenreife erfolgt im Juni.
Nolina brittoniana ist frosthart bis minus 5 °C. Sie ist kaum bekannt.

## Verbreitung, Systematik und Gefährdung
Nolina brittoniana ist im US-Bundesstaat Florida in begrenztem Areal auf Seehöhe endemisch verbreitet. Sie wächst in Waldregionen auf Sandboden vergesellschaftet mit Yucca filamentosa, verschiedenen Opuntia-Arten und der Palmettopalme (Sabal palmetto).
Die Erstbeschreibung erfolgte 1895 durch George Valentine Nash. Nolina brittoniana ist Mitglied der Sektion Nolina. Sie ist extrem selten und wächst in einem begrenzten Gebiet in Florida. Charakteristisch sind die grasähnlichen, langen Blätter, die Ähnlichkeiten mit der im Norden in Georgia und South Carolina vorkommenden Nolina georgiana aufweisen. Jedoch sind die Blätter von Nolina brittoniana kürzer und breiter. Beide Arten sind feuerresistent.
Nolina brittoniana ist durch Neuansiedlungen stark gefährdet. Sie ist in der Liste des United States Fish and Wildlife Service als seltene und gefährdete Art aufgelistet.

## Bilder

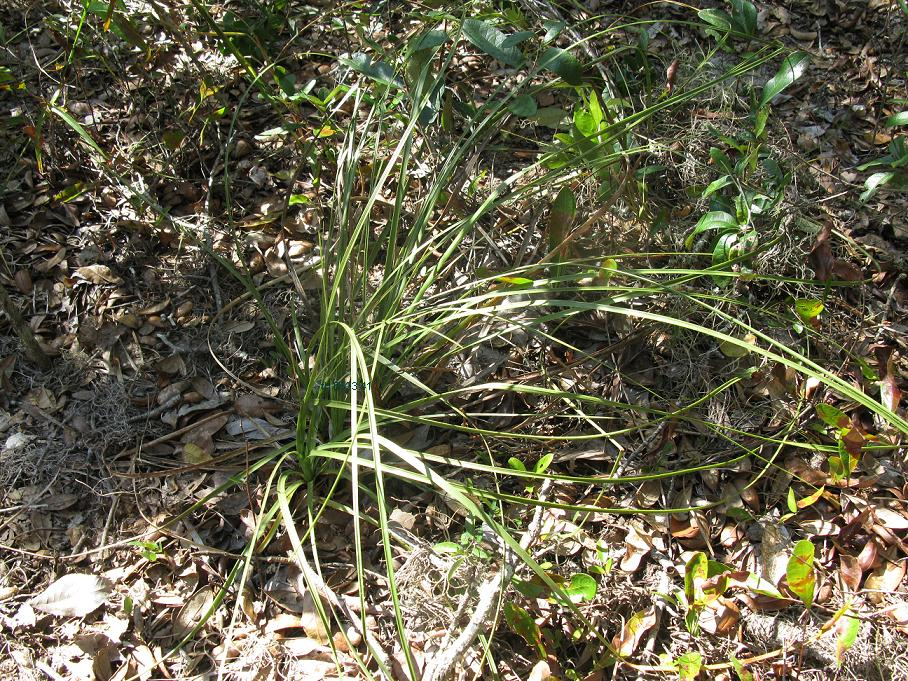
In dichtem Buschwerk
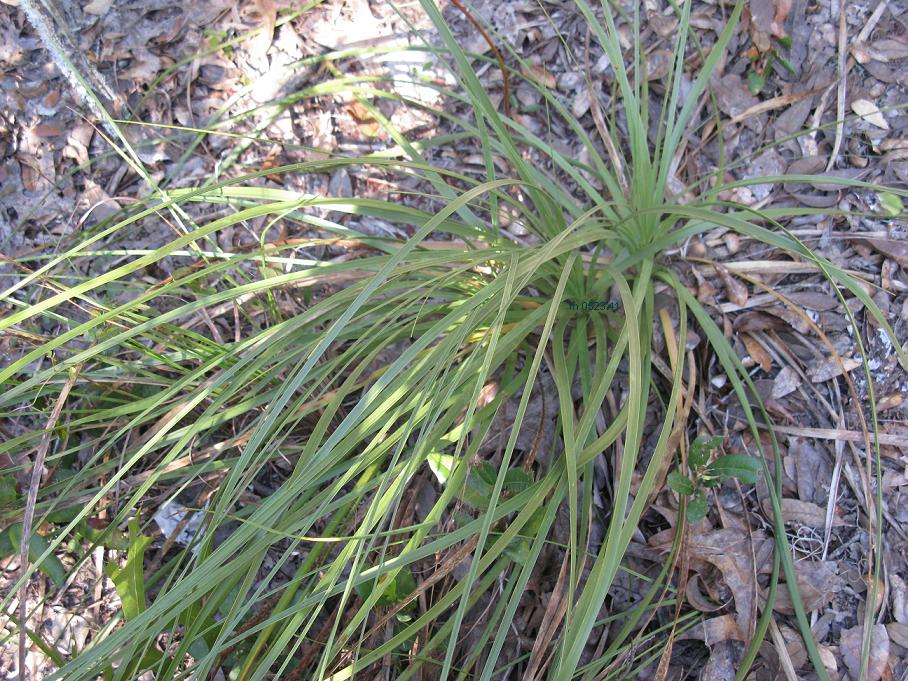
Im Herbst

## Nachweise